# レアンドロ・グラシアン
レアンドロ・グラシアン（Leandro Gracián, 1982年8月6日）は、アルゼンチン・ブエノスアイレス出身の元サッカー選手。現役時代のポジションはミッドフィールダー。

## 経歴
2001年にCAベレス・サルスフィエルドでデビューし、2005クラウスーラを制した。2006年にはメキシコのCFモンテレイに移籍したが、わずか1年でアルゼンチンに復帰した。ボカ・ジュニアーズでは背番号11を着け、2008アペルトゥーラで優勝を経験。2015年3月6日、エクアドル・セリエBのマンタFCに加入した。
2017年より、プリメーラB・ナシオナルのCAサン・マルティン・デ・トゥクマンに加入することが発表された。

## タイトル
ベレス
- プリメーラ・ディビシオン : 2004-05C

ボカ・ジュニアーズ
- レコパ・スダメリカーナ : 2008
- プリメーラ・ディビシオン : 2008-09A, 2011-12A

インデペンディエンテ
- コパ・スダメリカーナ : 2010